# Simga
Simga är en ort i Indien.   Den ligger i distriktet Raipur och delstaten Chhattisgarh, i den centrala delen av landet, 900 km sydost om huvudstaden New Delhi. Simga ligger 270 meter över havet och antalet invånare är 12 944.
Terrängen runt Simga är mycket platt. Runt Simga är det tätbefolkat, med 257 invånare per kvadratkilometer. Det finns inga andra samhällen i närheten. Trakten runt Simga består till största delen av jordbruksmark.